# Camilo Díaz Baliño
Camilo Buenaventura Díaz Baliño (Ferrol, 1889 - Meixide (Palas de Rey), 1936) fue un escritor, pintor, dibujante, ilustrador, muralista, cartelista, escenógrafo, intelectual galleguista y artista gráfico español. Fue miembro de la Real Sociedade Económica de Amigos do País de Santiago, de las Irmandades da Fala desde 1918, del Seminario de Estudos Galegos desde 1926, y del Partido Galeguista. Colaboró en las colecciones Lar y Céltiga así como en otras obras de la literatura gallega.

## Biografía
Hijo de Germán Díaz Teijeiro, comerciante y vecino de Ortigueira, y de Camila Baliño López, de Ferrol. Hermano de los también artistas Indalecio (1896-1952), María Dolores (1906-1963) y Ramiro Díaz Baliño (1902-1972).

## Vida personal y trayectoria artística
Fue miembro de la masonería, perseguida por su propio hermano Gonzalo, miembro de la milicia de los Caballeros de La Coruña y de la Brigada de Investigación y Vigilancia.
Estudia en el colegio Dequidt de Ferrol, en el que coincidiría con Francisco Franco, que llegaría a encargarle carteles sobre la Legíon durante la guerra del Rif.En 1905 se traslada a Madrid becado por la Diputación Provincial de A Coruña; allí consigue su primer trabajo como escenógrafo, pero regresa a A Coruña donde ingresa en la Escuela de Artes y Oficios. En 1908 vuelve a Madrid y estudia escenografía. Participa en la Exposición Regional de 1909, en Santiago de Compostela, y en la Exposición Regional de Arte Gallego celebrada en A Coruña en 1917.
En 1909 casó con Antonia Pardo Méndez. Fueron padres de Isaac Díaz Pardo, fundador de la quinta época de la Real Fábrica de Sargadelos y de las Ediciós do Castro, además de otras dos hijas: María del Milagro Antonia "Marujita" (fallecida en 1917, con seis años de edad) y Mercedes "Chita". Antonia, de familia anarquista, compartía el ideario galeguista de Camilo y se afilió igualmente a las Irmandades da Fala. Tras el fusilamiento de su marido, perdió la consciencia y murió de cáncer dos años después, en diciembre de 1938.
En 1920 se traslada a Santiago de Compostela donde establece, en la Rúa das Hortas, el taller de escenografía de la Empresa de Espectáculos Fraga (Diaz Baliño conoció a Isaac Fraga en 1916 iniciando una estrecha relación personal, de manera que incluso llegaría a ser el padrino de su hijo Isaac). Participa en la Exposición Regional Gallega de Bellas Artes de Santiago en 1923. En 1925 ingresaría como delineante interino en el concello de Santiago de Compostela, puesto que más tarde obtendría en propiedad. En 1926 participa en la Exposición de Arte Gallego celebrada en el Colegio de San Clemente de Santiago. En 1931 acompaña como escenógrafo a la Coral de Ruada por una gira de conciertos por Argentina, Brasil y Uruguay.
Fue miembro de las Irmandades da Fala desde 1918, del Seminario de Estudos Galegos desde 1926, y miembro del Partido Galeguista durante la década de los años treinta. Fue autor de relatos publicados en la prensa gallega de la época, sobre todo en A Nosa Terra. En su casa tenían lugar diversas reuniones, relacionadas con las actividades de las Irmandades da Fala, y era frecuentada por varios intelectuales galleguistas de la época, entre ellos Ramón Cabanillas, Castelao y Otero Pedrayo. Diseñador, ilustrador y cartelista, de su mano surgieron obras como las portadas de la Colección Lar o el cartel a favor del Estatuto de Galicia de 1936. 

## Últimos días: presidio y ejecución
El 18 de julio de 1936 estalla la guerra civil española, con el Alzamiento nacional dirigido por los militares sublevados opuestos a la legalidad vigente de la Segunda República, y en Santiago de Compostela, el entonces alcalde de la capital gallega, Ánxel Casal, es obligado a deponer sus funciones como regidor.
A finales de mes, después de reincorporarse al Concello de Santiago, Camilo es observado, perseguido y detenido por un grupo de militares falangistas en su casa, siendo llevado a la cárcel de A Falcona, en los bajos del Pazo de Raxoi, sin que pudiera conocer los motivos de la detención ni ejercer el derecho a consulta legal y sin otro contacto que una vecina de su zona que le llevaba el desayuno y lo informaba de los acontecimientos del exterior. Lo encierran con otras figuras destacadas del mundo político, como Ánxel Casal, Sixto Aguirre, Francisco Comesaña Rendo, el alcalde galleguista de Teo José Rodríguez Vázquez y otros muchos hombres, detenidos ilegalmente. Estando prisionero dibujó en un cuaderno los retratos de veintiséis de sus compañeros, lo que sería su último trabajo. Sin ser sometido a juicio, fue trasladado a la cárcel de Arzúa, donde estuvo solo unas horas.
Poco después de llegar tres falangistas, el Solla, el Xerpe y el Baluxa, lo asesinaron en la parroquia de Meixide, en el concello de Palas de Rey, el 14 de agosto de 1936, cuando contaba con cuarenta y siete años de edad. Una vez fuera del vehículo y fusilado su compañero Sixto Aguirre, Camilo fue torturado, con amputación de las dos manos, por su condición de artista, el cual consideraban que debía ser eliminado simbólica y físicamente, cortándole las extremidades que le permitieron desarrollar sus ideas y su trabajo en favor del Estatuto de Autonomía de Galicia, y acto seguido fusilado. Los cadáveres fueron expuestos en la orilla del río en Saa para infundir terror; Camilo fue cubierto con objetos para disimular el ensañamiento de los disparos que recibió hasta fallecer. 
Se puede acceder a su obra en el Museo do Pobo Galego, Museo das Peregrinacións e de Santiago, Museo Provincial de Lugo y en el Museo Provincial de Pontevedra. 

## Obra bibliográfica
- Conto de guerra, Editorial Nós, 1928 (narrativa).

## Obra ilustrada
- Oro de la amanecida de Manuel Fuentes Jorge, Compostela, El Eco de Santiago, 1920
- A tentación de Eugenio Carré Alvarellos, A Cruña, Roel, 1921
- Almas mortas de Antón Villar Ponte, Ferrol, Editorial Céltiga, 1922
- Quiso robar una estrella de Manuel Ortiz Novo, 1923
- Lubicán de Armando Cotarelo Valledor, Santiago, El Eco de Santiago, 1924
- La tumba del Apóstol Santiago de Manuel Vidal Rodríguez, Santiago, 1924
- A miña muller de Wenceslao Fernández Flórez, 1924, e tódalas da colección Lar.
- Galicia, voto en cortes de Manuel Silva Ferreiro, Santiago, 1925
- Paisaxes de Manuel Posse Rodríguez, Santiago, El Eco Franciscano, 1925
- O Fidalgo de Xesús San Luís Romero, S.L. 1925
- Da vella roseira de Victoriano Taibo, Cibdá de Compostela, 1925
- Santiago de Compostela, de autor e edición anónimos, Santiago, ca. 1925
- El Pórtico de la Gloria de la Catedral de Santiago de Manuel Vidal Rodríguez, El Eco Franciscano, 1926.
- Nubes y sombras de Salvador García-Bodaño Fernández, A Coruña, Moret, 1927
- Hojas del corazón de Salvador García-Bodaño Fernández, A Coruña, Moret, 1928
- A volta do bergantiñán de Xesús San Luís Romero, A Cruña, Editorial Nós, 1928
- Vagalumes de Xosé Manuel Cabada, Santiago, Imp. do Seminario Conciliar Central, 1931
- Como los pájaros cantan de Luciano García Rodríguez, Santiago, Librerías Porto, 1931
- Estatuto de Galicia, Litografía e Imprenta Roel, A Coruña, 1932.
- O poema da Cruña de Xosé Rubinos, Santiago, Editorial Nós, 1933
- Santiago de Compostela. Guía del peregrino y del turista de R. L. López, Santiago, El Eco Franciscano, 5.ª ed. e ss., 1933
- Fiestas patronales. Santiago de Compostela. Julio 1947 de Jesús Rey-Alvite, Santiago, Publicaciones Rey Alvite, 1947.[12]

## Obra belenística
En la década de 1920, Díaz Baliño recibió el encargo de diseñar un belén para la iglesia parroquial de Santa Marta de Ortigueira, terminado en 1924. Es un belén de considerables dimensiones, delimitado por lonas sostenidas por bastidores de madera, que aparenta un escenario con diversos planos. Los decorados reflejan imágenes del Antiguo Egipto, así como paisajes de la comarca de Ortegal, tierra de su padre y que el propio Camilo Díaz Baliño visitó en varias ocasiones. Posteriormente también diseñó los fondos del belén de la Grande Obra de Atocha en A Coruña.

## Legado y reconocimientos
Su hijo Isaac Díaz Pardo, que tenía quince años de edad cuando mataron a su padre, reunió parte de su obra en el Instituto Galego de Información, fundado en 1977 y perteneciente al Grupo Sargadelos. El fondo fue cedido después, para su clasificación, custodia y difusión, a la Biblioteca de Galicia en la Cidade da Cultura de Galicia, y puede consultarse en la biblioteca virtual Galiciana. Se compone de alrededor de 200 fotografiás, relatos, una pequeña biblioteca y 10 álbumes que recogen toda su actividad profesional en América, además de un centenar de cartas y objetos personales. Destacan también los dibujos realizados en prisión.
La ciudad de Ferrol le hizo un homenaje en 1959, colocando su busto en bronce en el Cantón de Molíns. También llevan su nombre una plaza en Santiago de Compostela, delante de la estación de autobuses, y una calle en Oleiros.
El escritor Manuel Rivas evocó la estancia de Díaz Baliño en la prisión del Pazo de Raxoi en su novela O lapis do carpinteiro (Xerais, 1998), novela que fue llevada al cine en 2003, con dirección de Antón Reixa y con Carlos Blanco interprentando a Gonzalo Rincón, "el pintor".
En 2018 la Asociación Galega de Profesionais da Ilustración le dedica el Día da Ilustración.